# Laura Jane Suisted
Laura Jane Suisted, född Eyre 1840, död 1903, var en nyzeeländsk journalist. Hon räknas som en journalistisk pionjär för sitt kön på Nya Zeeland.  